# Oltradige-Bassa Atesina
Oltradige-Bassa Atesina (alemany Überetsch-Unterland) és un dels districtes (comunità comprensoriale) del Tirol del Sud, compost de 18 municipis, la capital dels quals és Egna. És un centre vitícola important, ja que n'és originària la denominació d'origen Caldaro. Hi ha quatre municipis de majoria italianòfona.

## Municipis
1. Aldein - Aldino
2. Andrian - Andriano
3. Altrei - Anterivo
4. Eppan an der Weinstraße - Appiano sulla Strada del Vino
5. Branzoll - Bronzolo
6. Kaltern an der Weinstraße - Caldaro sulla strada del vino
7. Kurtatsch an der Weinstraße - Cortaccia sulla strada del vino
8. Kurtinig an der Weinstraße - Cortina sulla strada del vino
9. Neumarkt - Egna'
10. Leifers - Laivers
11. Margreid an der Weinstraße - Magrè sulla strada del vino
12. Montan - Montagna
13. Auer - Ora
14. Salurn - Salorno
15. Terlan - Terlano
16. Tramin an der Weinstraße - Termeno sulla strada del vino
17. Truden - Trodena
18. Pfatten - Vadena